# Callistethus shafqati
Callistethus shafqati är en skalbaggsart som beskrevs av Abdullah och Roohi 1968. Callistethus shafqati ingår i släktet Callistethus och familjen Rutelidae. Inga underarter finns listade.